# Mondoñedo

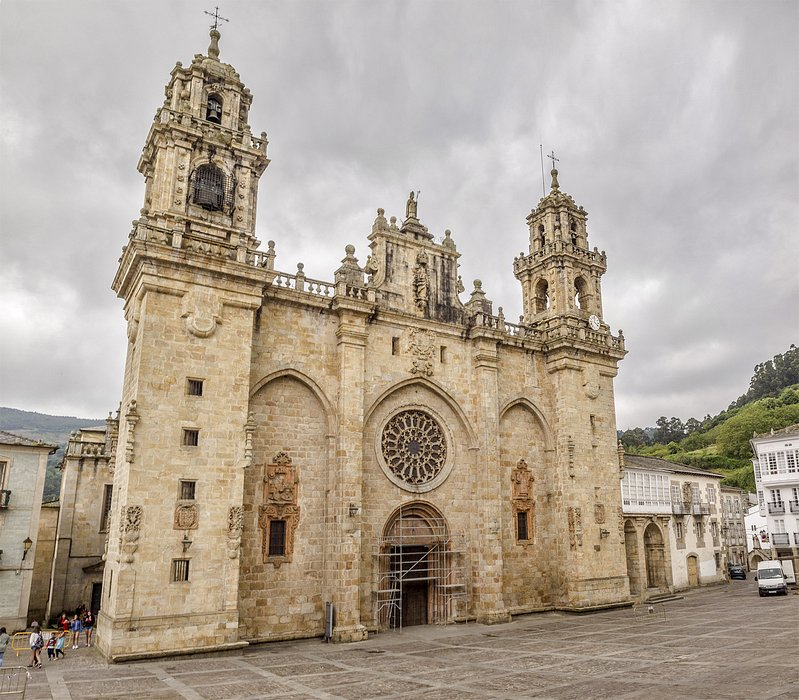
Kathedrale von Mondoñedo

Mondoñedo ist eine spanische Gemeinde (Concello) mit 3.352 Einwohnern (Stand: 2024) in der Provinz Lugo der Autonomen Gemeinschaft Galicien im Nordwesten von Spanien. Die Ortschaft liegt am Rand des Kantabrischen Küstengebirges, an der Route  Camino de la Costa des  Jakobswegs, einer Variante des  Camino del Norte. Von hier aus sind es noch 160 km nach Santiago de Compostela. Im Ort befindet sich eine kleine Pilgerherberge.

## Bevölkerungsentwicklung
Quelle:INE-Archiv – grafische Aufarbeitung für Wikipedia

## Gemeindegliederung
Die Gemeinde Mondoñedo ist in 15 Parroquias gegliedert:
| Parroquias            | Patrozinium              | Einwohner 2024 | Fläche km² | Dichte Einw./km² | Höhe msnm | Ortskennzahl |
| --------------------- | ------------------------ | -------------- | ---------- | ---------------- | --------- | ------------ |
| Argomoso              | San Pedro                | 36             | 8,41       | 4                | 340       | 27030010000  |
| O Carme               | Nosa Señora do Carme     | 85             | 3,63       | 23               | 166       | 27030080000  |
| A Couboeira           | Santa María Madanela     | 56             | 12,33      | 5                | 211       | 27030020000  |
| Figueiras             | San Martiño              | 45             | 14,99      | 3                | 539       | 27030030000  |
| Lindín                | Santiago                 | 83             | 6,70       | 12               | 412       | 27030040000  |
| Masma                 | Santo André              | 173            | 7,02       | 25               | 68        | 27030050000  |
| Mondoñedo             |                          | 1.723          | 0,21       | 8.205            | 141       | 27030000100  |
| Oirán                 | Santo Estevo             | 96             | 7,40       | 13               | 152       | 27030120000  |
| Os Remedios           | Nosa Señora dos Remedios | 444            | 38,91      | 11               | 0         | 27030070000  |
| San Vicente de Trigás | San Vicente              | 23             | 1,82       | 13               | 409       | 27030100000  |
| Santa María Maior     | Santa María              | 180            | 16,90      | 11               | 0         | 27030060000  |
| Santiago de Mondoñedo | Santiago                 | 158            | 9,62       | 16               | 0         | 27030110000  |
| Sasdónigas            | San Lourenzo             | 63             | 2,18       | 29               | 569       | 27030130000  |
| Viloalle              | Santa María              | 108            | 7,63       | 14               | 81        | 27030140000  |
| Vilamor               | Santa María              | 166            | 4,91       | 34               | 191       | 27030150000  |

## Bistum
Die Stadt ist Sitz des römisch-katholischen Bistums Mondoñedo-Ferrol und hat die bedeutende Kathedrale Virgen de la Asunción sowie ein Priesterseminar. Der ursprüngliche Name der Diözese war Britonia und weist wohl auf eine Zuwanderung von keltischen Flüchtlingen aus Südengland, die von dort im 5. oder 6. Jahrhundert vor den angelsächsischen Eindringlingen flohen. Die Diözese wurde vermutlich durch den zum Katholizismus übergetretenen Sueben-König Theodemir begründet.

## Sehenswürdigkeiten
Der Ortskern der Stadt ist als Conjunto histórico-artístico klassifiziert.
Die romanische Kathedrale stammt aus dem 12. Jahrhundert und ist mit barocken Türmen versehen. Im Inneren steht am Hochaltar eine Marienstatue, die Nuestra Señora de la Inglesa, die sich ursprünglich in der St Paul’s Cathedral in London befand und während der Reformationszeit hierher gerettet wurde. Der Vorgängerbau der Kathedrale aus dem 9. Jahrhundert, die Basilika San Martiño de Mondoñedo etwas abseits ist erhalten und dient heute als Diözesanmuseum.
Unweit der Stadt gibt es ein über 7000 m langes Höhlensystem, die Covas do Rei Cintolo.

## Wirtschaft
| Ackerbau, Viehzucht und Fischerei                                                  | 0160  | 012,84 |
| Industrie                                                                          | 0143  | 011,48 |
| Bauwirtschaft                                                                      | 0139  | 011,16 |
| Dienstleistungsbetriebe                                                            | 0804  | 064,53 |
| Total                                                                              | 1.246 | 100,00 |
| * Daten aus dem Statistischen Amt für Wirtschaftliche Entwicklung in Galicien, IGE |       |        |